# Andrés Díaz
Andrés Alejandro Díaz (Rosario, Argentina, 21 de marzo de 1983) es un exfutbolista argentino que jugaba de mediocampista.

## Trayectoria
Andrés Díaz hizo inferiores y debutó profesionalmente en Rosario Central en 2003. Durante el período que estuvo en el club su equipo logró clasificar para la Copa Libertadores de América y la Copa Sudamericana.
En julio del 2007 Andrés Díaz firmó en el SL Benfica por una cantidad de 6 millones de euros, transferencia que también implicó a su compañero del equipo Ángel Di María. 
En el 2008 volvió a Argentina para jugar a préstamo en Banfield. En el 2009 se fue a Ecuador a jugar en el Barcelona. En el 2011 llegó a Deportes Concepción donde terminó su carrera como futbolista profesional.
Luego de retirarse empezó a trabajar como representante de jugadores y como vendedor/proveedor de aceitunas en sociedad con su hermano. También se sigue desempeñando como futbolista, juega en el Club Unión Casildense.

## Clubes
| Club                | País      | Año       | PJ | Goles |
| ------------------- | --------- | --------- | -- | ----- |
| Rosario Central     | Argentina | 2003-2007 | 80 | 3     |
| Benfica             | Portugal  | 2007      | 3  | 0     |
| Banfield            | Argentina | 2008      | 7  | 0     |
| Barcelona           | Ecuador   | 2009      | 2  | 0     |
| Deportes Concepción | Chile     | 2011      | 17 | 1     |
| Unión Casildense    | Argentina | 2013-2015 |    |       |